# 卑南鄉
卑南鄉（卑南語：Puyuma；阿美語：Puyuma；魯凱語：Pinang）位於臺灣臺東縣中西部，花東縱谷的南端，東臨太平洋，西接屏東縣霧臺鄉，北毗延平、鹿野、東河三鄉，南鄰臺東市、太麻里鄉、金峰鄉。全境面積約為413平方公里，是臺灣面積最大的平地鄉鎮；人口約1.6萬人，為臺東縣僅次於臺東市的人口第二大行政區。
族群結構上以漢人為主，臺灣原住民族居次，其中原住民主要為卑南族、魯凱族、阿美族，地方通行語為卑南語、阿美語與魯凱語。經濟產業以農牧業為主，並有荖葉、荖花、茶、釋迦、柑桔等農特產。由於地理位置依山面海，境內擁有數個自然景觀，且因知本溫泉及歌壇天后張惠妹而聲名大噪，成為臺東縣的新興觀光勝地之一。

## 歷史
「卑南」一詞的起源有許多說法，一說是卑南社對自身部落的稱呼「普悠瑪」（Puyuma）。另一說則稱下賓朗社（Pinaski）的轉音，意為「獲得貢物最高位階的尊稱」，以紀念其偉大的頭目鼻那來（Pinara）。該區最早的文獻紀載可追溯到1638年，荷蘭官員將該地稱之為「卑瑪拉」（Pimala）、「Pinamba」、「Pibamba」、「Pimaba」、「Pima」，皆係「普悠瑪」的轉音。後來漢人也以此地的閩南語「埤南」、「卑南覓」、「卑南」稱之。
卑南鄉的範圍大抵源自於卑南社為首的「卑南八社」。卑南社以現在的臺東市卑南里及南王里為主要範圍，約在19世紀時與知本、呂家望、射馬干、檳榔石基、馬蘭、利吉利基、猴仔山等七社組成部落軍事聯盟，外界稱為「卑南八社」或「八社番」，大抵控制整個臺東平原。但1870年代後卑南社勢力衰退，呂家望、馬蘭、知本社等勢力陸續脫離聯盟自立。直到大庄事件後呂家社參與起事為清軍鎮壓，遭拆解為遵化、迪化兩個社，勢力衰退，卑南社則因協助平叛，重新獲得清帝國承認其統治實力，組成包含知本、呂家、射馬干、檳榔石基、北絲鬮等社的「卑南番」，大略形成以臺東平原西邊及山區為主的勢力範圍。
1896年，卑南社因參與雷公火戰役得到日方肯認，繼續以「卑南蕃」的名義維持聯盟自治的地位，直到1909年其納貢權被停止為止。1920年，臺東廳設置「卑南區」，由卑南社大股頭姑仔佬擔任區長，視為卑南鄉行政區劃的雛型，1937年改稱「卑南庄」，歸台東郡管轄。但卑南庄1944年12月1日遭廢止，併入臺東街。
戰後，原卑南庄設置卑南鄉，以卑南村為鄉治，並併入原臺東郡的蕃地北側。1974年10月，臺東鎮欲升格為縣轄市，將此鄉卑南、南王、富岡、岩灣、新園、建興、南榮、知本、豐田、建和等十個村併入臺東市，以湊合十萬人，因而形成「卑南」不在卑南鄉，卑南鄉公所竟位於台東市境內的奇特現象，也造成卑南鄉失去了精華區。之後卑南鄉公所遷至太平村。1991年12月16日，當時南迴線的卑南車站改稱臺東新站（2001年改名為臺東車站）。

## 人口
根據臺東縣政府民政處統計，2024年底卑南鄉戶數約6.9千戶，人口約1.6萬人，是臺東縣人口僅次於臺東市的第二大行政區。鄉內人口最多與最少的村分別是太平村與富源村，2024年底兩村人口分別為3,547人與325人，其中太平村也是臺東縣人口最多的村，在臺東縣139個村里中則排行第六位。

## 政治

### 歷任首長
- 第1屆簡景國
- 第2屆許珍令
- 第3-4屆賴萬成
- 第5-6屆王俊懋
- 第7屆李添登
- 第8-9屆洪文泰
- 第10-11屆邱慶華
- 第12-13屆張卓然
- 第14-15屆張清忠
- 第16屆吳信義
- 第17-18屆許文獻
- 第19屆郭宗益

### 鄉政組織
卑南鄉公所是卑南鄉最高層級的地方行政機關，在中華民國政府架構中為鄉自治的行政機關，同時負責執行縣政府及中央機關委辦事項，卑南鄉的自治監督機關為臺東縣政府。鄉長由全體鄉民直接選舉產生，任期為四年，可連選連任一次。卑南鄉公所並置鄉政會議，為鄉政最高決策機構，在鄉長之下，設有5課3室等8個內部單位及4個附屬機關。
卑南鄉民代表會是卑南鄉的最高民意機關，代表卑南鄉全體鄉民立法和監察鄉政。鄉民代表由公民直選選出，任期為四年，可連選連任。卑南鄉民代表會共有11位鄉民代表，分別為第一選區5席鄉民代表、第二選區2席鄉民代表、第三選區4席平地原住民鄉民代表，主席、副主席由11位鄉民代表互選產生。

### 行政區劃

卑南鄉行政區劃

- 臨海地區（卑南溪至東海岸）3村：
  - 利吉村（利基利吉）
  - 富源村（海岸山脈地區）
  - 富山村（加路蘭、杉原、刺桐、郡界）。

- 內陸北區（太平溪以北）5村：
  - 賓朗村（檳榔樹格）
  - 美農村（高台）
  - 初鹿村（初鹿部落/北絲鬮社）
  - 明峰村（初鹿牧場）
  - 嘉豐村（稻葉、山里）

- 內陸南區4村：
  - 太平村（卑南鄉行政中心）
  - 泰安村（大巴六九部落）
  - 利嘉村（呂家望）
  - 東興村（達魯瑪克/大南）

- 知本地區（知本溪流域）1村：
  - 溫泉村（知本溫泉）

## 教育

### 國民中學
- 臺東縣立初鹿夢想家實驗國民中學

### 國民小學
- 臺東縣卑南鄉溫泉國民小學
- 臺東縣卑南鄉太平國民小學
- 臺東縣卑南鄉大南國民小學
- 臺東縣卑南鄉賓朗國民小學
- 臺東縣卑南鄉利嘉國民小學
- 臺東縣卑南鄉東成國民小學
- 臺東縣卑南鄉初鹿國民小學
- 臺東縣卑南鄉富山國民小學
  - 利吉分校

## 交通

### 鐵路
臺灣鐵路管理局
- 臺東線
  - 山里車站
  - 山里隧道

### 公路
- 台9線
  -  台9乙線
- 台11線
  -  台11乙線
- 縣道194號
- 縣道197號

## 旅遊
- 初鹿牧場
- 初鹿山莊
- 初鹿鎮東宮
- 知本國家森林遊樂區
- 臺東原生應用植物園
- 知本福靈宮
- 知本溫泉
- 觀林吊橋
- 清覺寺
- 白玉風景區
- 杉原黃金海岸
- 杉原海水浴場 (美麗灣)
- 富山護漁區
- 小熊渡假村
- 利吉月世界
- 小黃山
- 千歲榕
- 達魯瑪克紀念碑
- 太平文衡殿
- 賓朗（檳榔）舊火車站

### 特產
- 釋迦
- 枇杷
- 茶葉
- 高接梨

## 外部連結
- 卑南鄉公所（页面存档备份，存于）